# Maria-Hilf (Boos)

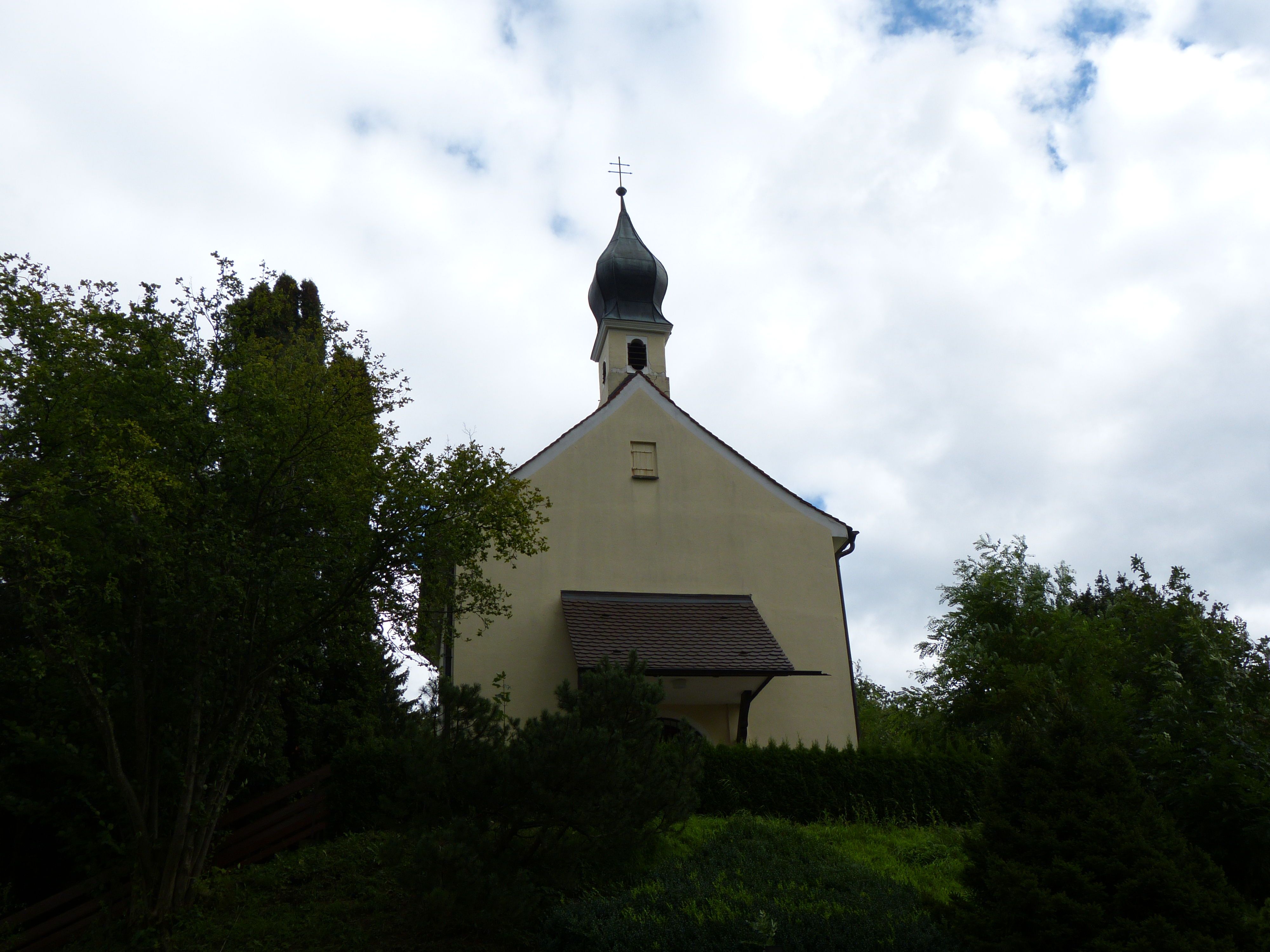
Kapelle Maria-Hilf in Boos

Maria-Hilf ist der Name einer unter Denkmalschutz stehenden römisch-katholischen Kapelle in Boos im Landkreis Unterallgäu in Bayern. 

## Geschichte
Die Kapelle befindet sich in einem Burgstall und ist jetzt eine Kriegergedächtniskapelle. Errichtet wurde die Kapelle vermutlich 1627 im Auftrag Hans Fuggers. In den Jahren 1649 bis 1662 diente die Kapelle als Einsiedelei des Johann Erhard Vöhlin.

## Baubeschreibung und Ausstattung
Die Kapelle ist ein kleiner Bau mit Kreuzgratgewölbe und halbrundem Schluss. Der Altar der Kapelle zeigt eine Kopie des Maria-Hilf-Bildes aus Innsbruck von Lucas Cranach d. Ä. Das Bild ist mit 1674 bezeichnet, der Altar stammt aus der Zeit um 1720/1730. In der Kapelle befindet sich eine Muttergottes von 1500 sowie die Figur des hl. Sebastian von 1650. Die in hellen Farben ausgeführten Fresken der Kapelle aus dem Jahr 1767 von Viktorian Denzel zeigen die Muttergottes mit dem hl. Christophorus und der hl. Walburga. Ebenso sind die Anbetung der Hirten und die Muttergottes mit Engeln abgebildet. In den Zwickeln sind Szenen aus dem Leben des hl. Franziskus dargestellt.

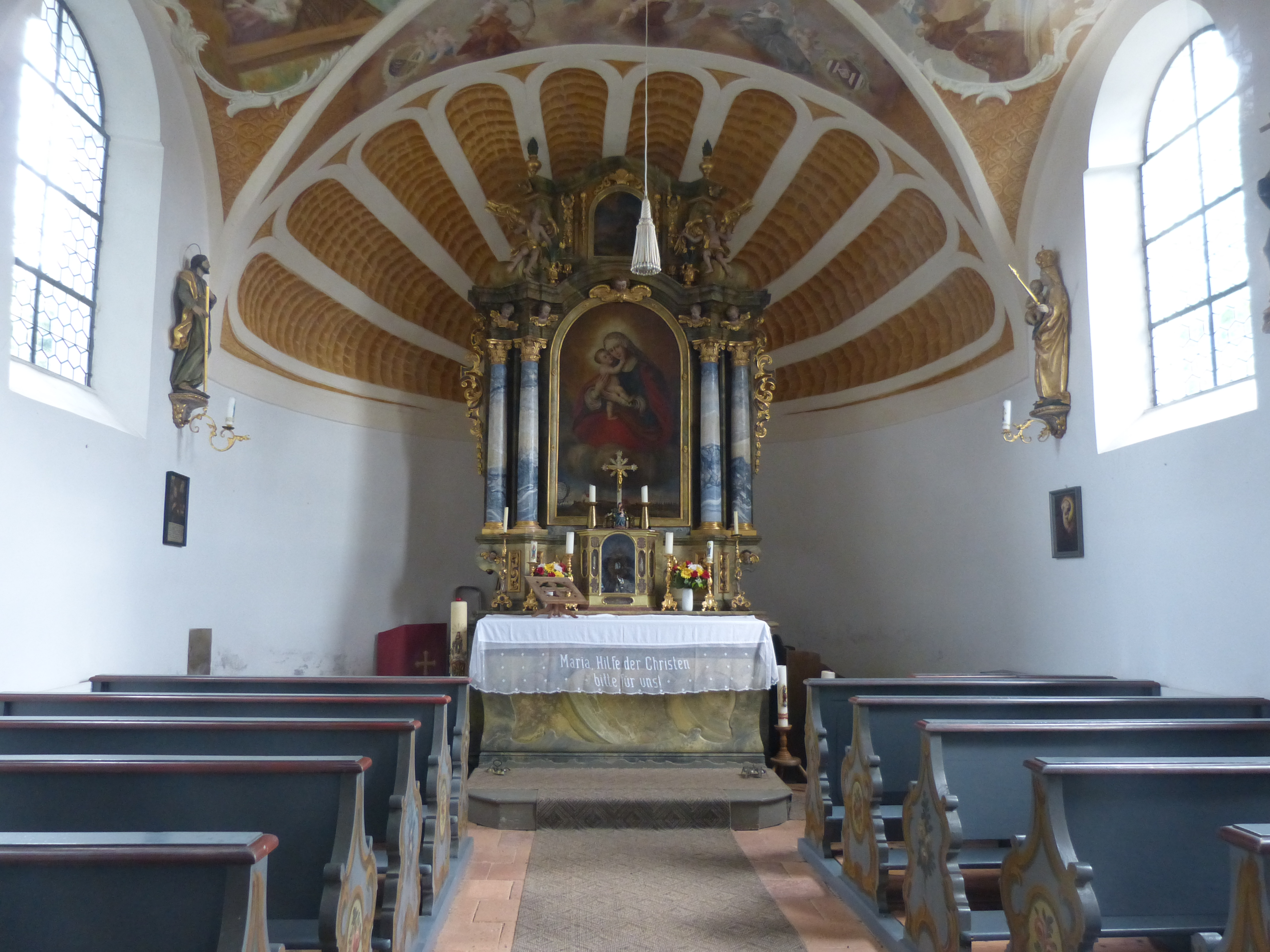
Innenansicht der Kapelle mit Altarbild bezeichnet mit 1674
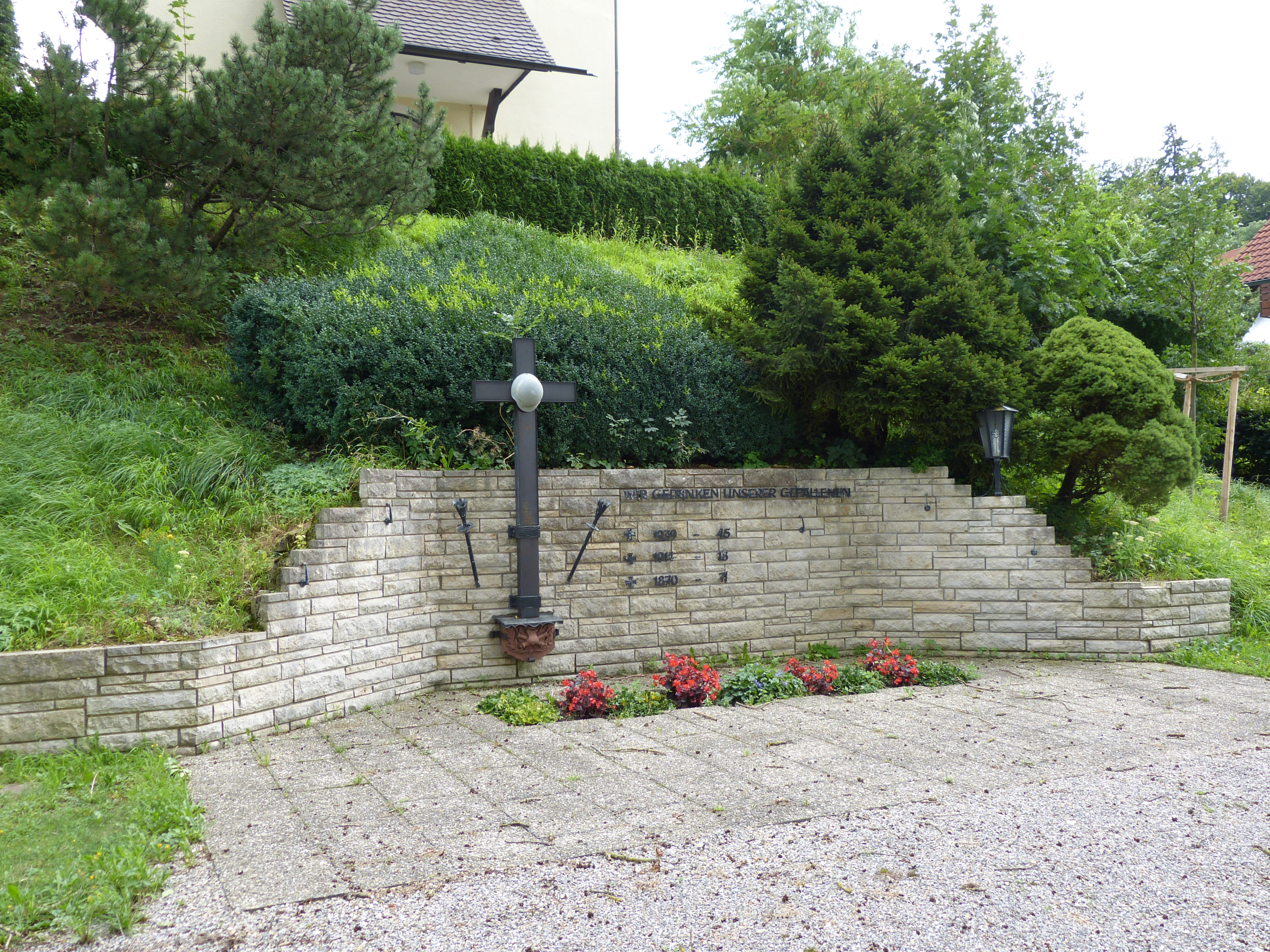
Kriegerdenkmal unterhalb der Kapelle